# Sonia Benezra
Sonia Benezra (née le 25 septembre 1960 à Montréal au Québec) est animatrice et actrice canadienne. Occasionnellement elle est également chanteuse.

## Biographie
Sonia Benezra naît le 25 septembre 1960 à Montréal d'un père homme d'affaires (Albert) et d'une mère couturière (Perla).
Enfant, elle est décrite comme heureuse, généreuse, rêveuse et affirme rapidement son intérêt pour les arts.
Également, elle est diplômée en théâtre à l'Université Concordia.

### Carrière

#### Débuts (1982-1991)
Elle commence sa carrière de comédienne au Centaur Theatre dans la pièce The Main et l'année suivante dans Colored Girls qui l’entraînera dans une controverse et sera remplacé par une autre comédienne avant la première.
Alors dans la tourmente, elle attire l'attention de Moses Znaimer, fondateur de MuchMusic et bientôt de MusiquePlus.
Elle est convoquée à son bureau et Znaimer lui pose toutes sortes de questions sur ses connaissances musicales.
En 1986, elle fait partie de la génération de VJ de MusiquePlus où elle sera à bord de l'émission Rock Velours et interviewera rapidement les plus grands noms de la musique comme Paul McCartney, Sting, Céline Dion et plusieurs autres. Hors de sa carrière de VJ, elle fait des apparitions dans les télé-films Sword of Gideon et Le Bras armé de la Loi.

#### Sonia Benezra, album & Duo Benezra (1992-2006)
En 1992, elle fait son entrée à TQS pour animer le talk-show Sonia Benezra qui la rendra populaire auprès du public et sera plusieurs fois récompensée. Deux ans plus tard, elle proposera le talk-show dérivé Sonia Benezra / Spécial Dimanche.
En 1995, Benezra lance un album intitulé simplement Sonia Benezra.
Elle avouera que pendant ses années à MusiquePlus, elle enregistrait des démos. L'album n'est pas un succès commercial avec plus de 20 000 exemplaires vendus.
En 1996, la chaîne TQS retire son talk-show après cinq saisons consécutives, ce qui sera un coup dur pour l'animatrice.
Malgré un intérêt pour les États-Unis, elle refuse d'y aménager pour de nombreuses raisons et animera l'émission Famous Homes & Hideaways diffusé à travers l'Amérique du Nord.
L'année suivante soit 1 an après avoir perdu son talk-show, elle propose Sonia Benezra rencontre à TQS. Également, elle fait partie des têtes d'affiche de la nouvelle chaîne musicale Musimax et sera à l'animation de Duo Benezra jusqu'en 2006.
La même année, elle fait un retour en tant qu'actrice dans le télé-film The Windsor Protocol.
En 1998, elle fait des apparitions dans les séries Les Chroniques de San Francisco II et La Part des Anges.
En 2001, elle joue le rôle d'Alicia Del Ferril dans le télé-film et série Largo Winch et qui est le rôle qu'elle aura le plus longtemps soit pour une vingtaine d'épisodes.
Également, Benezra fera ses pas au cinéma dans The Witness Files (1999), Isn't She Great (2000) et Noël (2004).

#### Radio, Benezra Reçoit & autres projets (2007-présent)
En 2007, elle devient animatrice de radio chez Corus Entertainment au 98,5 fm et Q92 FM. Également, chroniqueuse pour C'est bien meilleur le matin à Radio-Canada Première.
En 2010, elle joint l'équipe de Shopping TVA avec son segment "Les essentiels de Sonia".
L'année suivante, elle fait un retour à Musimax avec l'émission Benezra Reçoit.
En 2012, elle collabore avec le chanteur Vincenzo Thoma sur la pièce "Lei" (version italienne de la chanson "Tous les visages de l'amour" de Charles Aznavour) pour son album Romantico.
En 2014, elle publie sa biographie, Je ne regrette presque rien, écrite par la journaliste Lise Ravary,.
L'année suivante, elle est chroniqueuse pour l'émission estivale Sucré Salé.
En 2018, elle annonce qu'elle sera à l'animation de l'émission de variété Tout le Monde Aime.

## Vie privée
Elle est d'origine marocaine avec une ascendance séfarade juive.
Sonia parle couramment le français, l'anglais et l'espagnol.

## Filmographie[7]

### cinéma
| année | titre             | rôle        | réalisateur      |
| ----- | ----------------- | ----------- | ---------------- |
| 1999  | The Witness Files | reporter #2 | Douglas Jackson  |
| 2000  | Isn't She Great   | manucuriste | Andrew Bergman   |
| 2004  | Noël              | Aunt Sonya  | Chazz Palminteri |

### télévision
| année     | titre                                  | rôle                                                       | diffiseur    | note                                  |
| --------- | -------------------------------------- | ---------------------------------------------------------- | ------------ | ------------------------------------- |
| 1986      | One Police Plaza                       | Ursula                                                     |              | télé-film                             |
| 1986      | Sword of Gideon                        | Mrs. Hamshari                                              | CTV          | télé-film                             |
| 1986-1992 | Rock Velours                           | animatrice                                                 | MusiquePlus  |                                       |
| 1992-1996 | Sonia Benezra                          | animatrice                                                 | TQS          | talk-show                             |
| 1993      | The Colour of My Love / Céline Dion    | animatrice                                                 |              | spécial télévisuel                    |
| 1994-1996 | Sonia Benezra / Spécial Dimanche       | animatrice                                                 | TQS          | talk-show                             |
| 1996      | Famous Homes & Hideways                | animatrice                                                 |              | Diffusé à travers l'Amérique du Nord. |
| 1997      | Celine Dion & Sonia Benezra LTAL 1997' | animatrice                                                 | CTV          | spécial télévisuel                    |
| 1997      | The Windsor Protocol                   | Altina Morales                                             |              | télé-film                             |
| 1997-1999 | Sonia Benezra rencontre                | animatrice                                                 | TQS          |                                       |
| 1997-2006 | Duo Benezra                            | animatrice                                                 | Musimax      |                                       |
| 1998      | Les Chroniques de San Francisco II     | Charlene                                                   | Showtime     | 1 épisode                             |
| 1998-1999 | La Part des Anges                      | Hérane                                                     | Radio-Canada |                                       |
| 2001      | Largo Winch                            | Alicia Del Ferril                                          |              | télé-film                             |
| 2001-2003 | Largo Winch                            | Alicia Del Ferril / Alicia Del Ferill / Alicia Del Ferrill | M6           | 26 épisodes                           |
| 2005-2009 | Deux Filles le Matin                   | co-animatrice                                              | TVA          |                                       |
| 2006      | TQS 20 ans                             | animatrice                                                 | TQS          | spécial télévisuel                    |
| 2010-2012 | Shopping TVA                           | chroniqueuse                                               | TVA          | Segement "Les Essentiels de Sonia"    |
| 2011-2013 | Benezra Reçoit                         | animatrice                                                 | Musimax      |                                       |
| 2015      | Sucré Salé                             | chroniqueuse                                               | TVA          | émission estivale                     |
| 2018      | Tout le Monde Aime                     | animatrice                                                 | TVA          |                                       |

## Radio
- C'est bien meilleur le matin (Radio-Canada Première)
- Carte Blanche (98,5 Fm)
- Drive Show (Q 92)
- Un Noël Pas Comme Les Autres (ICI Radio-Canada Première)[8]

## Discographie
- 1995 : Sonia Benezra

## Porte-Parole
- Sonia Benezra est aussi porte-parole du "Mondial des Cultures de Drummondville" pour  Les Baladodiffusions "DuBon et DuCon"…Serge Lemire
- Porte-parole des produits Jenny Craig.
- Porte-parole de la 8e édition du FIFBM

## Récompenses et nominations

### Prix MetroStar
| Année | Catégorie                                                                    | Pour          | Résultat   |
| ----- | ---------------------------------------------------------------------------- | ------------- | ---------- |
| 1993  | animateur/animatrice - émission talk show/variétés                           | Sonia Benezra | lauréat    |
| 1993  | La MétroStar 93 - personnalité féminine                                      | Sonia Benezra | nomination |
| 1994  | animateur/animatrice - émission talk show/variétés                           | Sonia Benezra | lauréat    |
| 1994  | La MétroStar 94 - personnalité féminine                                      | Sonia Benezra | nomination |
| 1995  | animateur/animatrice - émission talk show/variétés                           | Sonia Benezra | lauréat    |
| 1995  | La MétroStar 95 - personnalité féminine                                      | Sonia Benezra | lauréat    |
| 1996  | animateur/animatrice - émission talk show/variétés                           | Sonia Benezra | nomination |
| 1998  | animateur/animatrice - émission de variétés / magazine culturel et talk show | Sonia Benezra | nomination |
| 2005  | Le MétroStar Spécial 20 ans                                                  | Sonia Benezra | nomination |

### Prix Gémeaux
| Année | Catégorie                                                                                               | Pour                                                       | Résultat   |
| ----- | --- | ---------------------------------------------------------- | ---------- |
| 1994  | meilleure animation : série ou spécial de variétés                                                      | Sonia Benezra                                              | lauréat    |
| 1996  | meilleure entrevue : toutes catégories                                                                  | Sonia Benezra rencontre «Céline Dion à Los Angeles »       | lauréat    |
| 2011  | meilleure animation : émission ou série d'entrevues ou talk-show                                        | Benezra Reçoit « Gene Simmons »                            | nomination |
| 2012  | meilleure animation : émission ou série d'entrevues ou talk-show                                        | Benezra Reçoit II « Roger Tabra »                          | nomination |
| 2021  | meilleure animation pour une émission ou série produite pour les médias numériques : variétés, magazine | Benezra Reçoit - saison 2 « Épisode 1 - Sylvie Fréchette » | nomination |